# Challenge européen 2016-2017
Navigation
Challenge européen 2015-2016 Challenge européen 2017-2018
Le Challenge européen de rugby à XV 2016-2017, appelé également European Rugby Challenge Cup ou ERCC2, oppose pour la saison 2016-2017 vingt équipes européennes de rugby à XV. La compétition est organisée en deux phases successives. Une première phase de poules se déroule en matchs aller-retour à la fin de laquelle sont issues les cinq équipes ayant terminé en tête de leur groupe. La compétition se poursuit par une phase à élimination directe à partir des quarts de finale.

## Présentation des équipes en compétition
Sont qualifiées pour chaque nation :
- Angleterre : les équipes classées 7e à 11e de l'Aviva Premiership ainsi que le champion de deuxième division (6 équipes);
- France : les équipes classées 8e à 12e du Top 14 ainsi que le champion du Pro D2 et le vainqueur du barrage d'accession en Top 14 (7 équipes);
- Écosse,  pays de Galles,  Irlande,  Italie : équipes du Pro 12 non qualifiées en Coupe d'Europe (5 équipes);
- Roumanie,  Russie et autres : équipes issues d'un tournoi européen de qualification ou Bouclier continental (2 équipes).

Finalement, les vingt équipes en compétition pour la Coupe d'Europe 2016-2017 sont :
| - Harlequins - Gloucester Rugby - Bath Rugby - Worcester Warriors - Newcastle Falcons - Bristol Rugby (RFU Championship) | - CA Brive - Stade rochelais - FC Grenoble - Section paloise - Stade français Paris - Lyon OU (Pro D2) - Aviron bayonnais | - Cardiff Blues - Ospreys - Newport Gwent Dragons - Édimbourg Rugby - Benetton Trévise N.B. Les quatre provinces irlandaises se sont qualifiées cette saison pour la Coupe d'Europe. | - Ienisseï-STM - Timișoara Saracens |

### Tirage au sort
Les vingt équipes sont classées en fonction de leurs résultats dans leurs championnats nationaux respectifs. Les cinq équipes les mieux classées sont têtes de série. Par ailleurs, chaque pays ne peut avoir qu'une seule équipe par poule, à l'exception de la France et de l'Angleterre quand elles comptent plus de cinq clubs. Le tableau suivant présente la répartition des équipes selon les « niveaux » avant le tirage au sort. Le tirage au sort des poules a lieu le 29 juin 2016 au Théâtre du Passage à Neuchâtel.
| Niveau 1        | Niveau 2           | Niveau 3              | Niveau 4           |
| --------------- | ------------------ | --------------------- | ------------------ |
| CA Brive        | Gloucester Rugby   | Newport Gwent Dragons | Bristol Rugby      |
| Harlequins      | FC Grenoble        | Section paloise       | Lyon OU            |
| Cardiff Blues   | Bath Rugby         | Stade français Paris  | Aviron bayonnais   |
| Ospreys         | Édimbourg Rugby    | Newcastle Falcons     | Ienisseï-STM       |
| Stade rochelais | Worcester Warriors | Benetton Trévise      | Timișoara Saracens |

### Format
Les formations s'affrontent dans une première phase de groupes en matchs aller-retour (six matchs pour chacune des équipes soit douze rencontres par groupe). Quatre points sont accordés pour une victoire et deux pour un nul. De plus, un point de bonus offensif est accordé par match aux équipes qui inscrivent au moins quatre essais; un point de bonus défensif est octroyé au club perdant un match par au plus sept points d'écart. Les vainqueurs de chaque poule ainsi que les 3 meilleurs deuxièmes participent aux quarts de finale. Les 4 meilleurs premiers de la compétition sont classés de 1 à 4 et reçoivent en quart de finale.

## Phase de poules

### Notations et règles de classement
Dans les tableaux de classement suivants, les différentes abréviations et couleurs signifient :
|  | Qualifiés pour les quarts de finale.     |
|  | Qualifiés en tant que meilleur deuxième. |

Attribution des points
- victoire sur tapis vert : 5
- victoire : 4
- match nul : 2
- défaite : 0
- forfait : -2
- bonus offensif (au moins quatre essais marqués) : 1
- bonus défensif (défaite par au plus 7 points d'écart) : 1

Règles de classement  :
- équipes dans la même poule : 1. points classement ; 2. points classement obtenus dans les matchs entre équipes concernées ; 3. points terrain obtenus dans les matchs entre équipes concernées ; 4. nombre d'essais marqués dans les matchs entre équipes concernées ; 5. différence de points ; 6. nombre d'essais marqués ; 7. plus bas nombre de joueurs suspendus/expulsés pour incident ; 8. tirage au sort
- équipes dans des poules différentes : 1. points classement ; 2. différence de points ; 3. nombre d'essais marqués ; 4. plus bas nombre de joueurs suspendus/expulsés pour incident ; 5. tirage au sort.

#### Poule 1

##### Classement
| Rang | Équipe           | J | V | N | D | Em | Ee | Bo | Bd | Pm  | Pe  | Diff | Pts |
| ---- | ---------------- | - | - | - | - | -- | -- | -- | -- | --- | --- | ---- | --- |
| 1    | Gloucester Rugby | 6 | 5 | 0 | 1 | 31 | 14 | 5  | 0  | 237 | 110 | +127 | 25  |
| 2    | Stade rochelais  | 6 | 5 | 0 | 1 | 24 | 10 | 4  | 0  | 203 | 104 | +99  | 24  |
| 3    | Benetton Trévise | 6 | 2 | 0 | 4 | 9  | 23 | 0  | 0  | 75  | 182 | -107 | 8   |
| 4    | Aviron bayonnais | 6 | 0 | 0 | 6 | 13 | 30 | 0  | 1  | 116 | 235 | -119 | 1   |

#### Poule 2

##### Classement
| Rang | Équipe            | J | V | N | D | Em | Ee | Bo | Bd | Pm  | Pe  | Diff | Pts |
| ---- | ----------------- | - | - | - | - | -- | -- | -- | -- | --- | --- | ---- | --- |
| 1    | Ospreys           | 6 | 6 | 0 | 0 | 42 | 7  | 6  | 0  | 279 | 51  | +228 | 30  |
| 2    | Lyon OU           | 6 | 3 | 0 | 3 | 26 | 21 | 4  | 0  | 187 | 164 | +23  | 16  |
| 3    | Newcastle Falcons | 6 | 2 | 0 | 4 | 22 | 26 | 2  | 2  | 158 | 180 | -22  | 12  |
| 4    | FC Grenoble       | 6 | 1 | 0 | 5 | 8  | 44 | 1  | 0  | 74  | 303 | -229 | 5   |

#### Poule 3

##### Classement
| Rang | Équipe                | J | V | N | D | Em | Ee | Bo | Bd | Pm  | Pe  | Diff | Pts |
| ---- | --------------------- | - | - | - | - | -- | -- | -- | -- | --- | --- | ---- | --- |
| 1    | CA Brive              | 6 | 5 | 0 | 1 | 21 | 16 | 3  | 0  | 175 | 120 | +55  | 23  |
| 2    | Newport Gwent Dragons | 6 | 3 | 0 | 3 | 19 | 21 | 2  | 0  | 150 | 140 | +10  | 14  |
| 3    | Worcester Warriors    | 6 | 2 | 0 | 4 | 23 | 12 | 2  | 3  | 147 | 117 | +30  | 13  |
| 4    | Enisey-STM            | 6 | 2 | 0 | 4 | 13 | 27 | 1  | 0  | 107 | 202 | -95  | 9   |

#### Poule 4

##### Classement
| Rang | Équipe          | J | V | N | D | Em | Ee | Bo | Bd | Pm  | Pe  | Diff | Pts |
| ---- | --------------- | - | - | - | - | -- | -- | -- | -- | --- | --- | ---- | --- |
| 1    | Bath Rugby      | 6 | 5 | 0 | 1 | 25 | 10 | 3  | 0  | 214 | 91  | +123 | 23  |
| 2    | Cardiff Blues   | 6 | 5 | 0 | 1 | 16 | 15 | 2  | 0  | 150 | 115 | +35  | 22  |
| 3    | Bristol Rugby   | 6 | 2 | 0 | 4 | 16 | 16 | 2  | 0  | 138 | 181 | -43  | 10  |
| 4    | Section paloise | 6 | 0 | 0 | 6 | 13 | 25 | 0  | 2  | 97  | 212 | -115 | 2   |

#### Poule 5

##### Classement
| Rang | Équipe               | J | V | N | D | Em | Ee | Bo | Bd | Pm  | Pe  | Diff | Pts |
| ---- | -------------------- | - | - | - | - | -- | -- | -- | -- | --- | --- | ---- | --- |
| 1    | Édimbourg Rugby      | 6 | 5 | 0 | 1 | 30 | 15 | 3  | 1  | 215 | 122 | +93  | 24  |
| 2    | Stade français Paris | 6 | 4 | 0 | 2 | 20 | 16 | 3  | 1  | 151 | 125 | +26  | 20  |
| 3    | Harlequins           | 6 | 3 | 0 | 3 | 34 | 14 | 4  | 2  | 277 | 140 | +137 | 18  |
| 4    | Timișoara Saracens   | 6 | 0 | 0 | 6 | 2  | 41 | 0  | 0  | 26  | 259 | -233 | 0   |

## Phase finale
Les cinq premiers ainsi que les trois meilleurs deuxièmes sont qualifiés pour les quarts de finale. Les huit équipes sont classées dans l'ordre suivant pour obtenir le tableau des quarts de finale : les vainqueurs de poule sont classés de 1 à 5 en fonction du nombre de points obtenus ; les quatre meilleurs premiers de poule sont classés de 1 à 4 et reçoivent en quart de finale.
Les équipes sont départagées selon les critères suivants :
1. Plus grand nombre de points
2. Différence de points
3. Nombre d'essais marqués

| Rang | Clubs                | Matchs Joués | Pts | Diff | EM |
| ---- | -------------------- | ------------ | --- | ---- | -- |
| 1    | Ospreys              | 6            | 30  | +228 | 42 |
| 2    | Gloucester Rugby     | 6            | 25  | +127 | 31 |
| 3    | Édimbourg Rugby      | 6            | 24  | +93  | 23 |
| 4    | Bath Rugby           | 6            | 23  | +123 | 25 |
| 5    | CA Brive             | 6            | 23  | +55  | 21 |
| 6    | Stade rochelais      | 6            | 24  | +99  | 24 |
| 7    | Cardiff Blues        | 6            | 22  | +35  | 16 |
| 8    | Stade français Paris | 6            | 20  | +26  | 20 |

### Tableau
|  | Quarts de finale                                   | Quarts de finale                                        |                      |    | Demi-finales                                | Demi-finales                                |  |  | Finale                                           | Finale                                           |
|  | Quarts de finale                                   | Quarts de finale                                        |                      |    | Demi-finales                                | Demi-finales                                |  |  | Finale                                           | Finale                                           |
|  |                                                    |                                                         |                      |    |                                             |                                             |  |  |                                                  |                                                  |
|  | le 2 avril 2017 au Principality Stadium, Cardiff   | le 2 avril 2017 au Principality Stadium, Cardiff        |                      |    | le 23 avril 2017 au Stade Jean-Bouin, Paris | le 23 avril 2017 au Stade Jean-Bouin, Paris |  |  | le 12 mai 2017 au Murrayfield Stadium, Edimbourg | le 12 mai 2017 au Murrayfield Stadium, Edimbourg |
|  | le 2 avril 2017 au Principality Stadium, Cardiff   | le 2 avril 2017 au Principality Stadium, Cardiff        |                      |    | le 23 avril 2017 au Stade Jean-Bouin, Paris | le 23 avril 2017 au Stade Jean-Bouin, Paris |  |  | le 12 mai 2017 au Murrayfield Stadium, Edimbourg | le 12 mai 2017 au Murrayfield Stadium, Edimbourg |
|  | Ospreys                                            | 21                                                      |                      |    | le 23 avril 2017 au Stade Jean-Bouin, Paris | le 23 avril 2017 au Stade Jean-Bouin, Paris |  |  | le 12 mai 2017 au Murrayfield Stadium, Edimbourg | le 12 mai 2017 au Murrayfield Stadium, Edimbourg |
|  | Ospreys                                            | 21                                                      |                      |    | le 23 avril 2017 au Stade Jean-Bouin, Paris | le 23 avril 2017 au Stade Jean-Bouin, Paris |  |  | le 12 mai 2017 au Murrayfield Stadium, Edimbourg | le 12 mai 2017 au Murrayfield Stadium, Edimbourg |
|  | Stade français Paris                               | 25                                                      |                      |    | le 23 avril 2017 au Stade Jean-Bouin, Paris | le 23 avril 2017 au Stade Jean-Bouin, Paris |  |  | le 12 mai 2017 au Murrayfield Stadium, Edimbourg | le 12 mai 2017 au Murrayfield Stadium, Edimbourg |
|  | Stade français Paris                               | 25                                                      | Stade français Paris | 28 |                                             |                                             |  |  | le 12 mai 2017 au Murrayfield Stadium, Edimbourg | le 12 mai 2017 au Murrayfield Stadium, Edimbourg |
|  | le 1er avril 2017 au Recreation Ground, Bath       |                                                         | Stade français Paris | 28 |                                             |                                             |  |  | le 12 mai 2017 au Murrayfield Stadium, Edimbourg | le 12 mai 2017 au Murrayfield Stadium, Edimbourg |
|  |                                                    | Bath Rugby                                              | 25                   |    |                                             |                                             |  |  | le 12 mai 2017 au Murrayfield Stadium, Edimbourg | le 12 mai 2017 au Murrayfield Stadium, Edimbourg |
|  | Bath Rugby                                         | Bath Rugby                                              | 25                   | 34 |                                             |                                             |  |  | le 12 mai 2017 au Murrayfield Stadium, Edimbourg | le 12 mai 2017 au Murrayfield Stadium, Edimbourg |
|  | Bath Rugby                                         |                                                         |                      | 34 |                                             |                                             |  |  | le 12 mai 2017 au Murrayfield Stadium, Edimbourg | le 12 mai 2017 au Murrayfield Stadium, Edimbourg |
|  | CA Brive                                           | 20                                                      |                      |    |                                             |                                             |  |  | le 12 mai 2017 au Murrayfield Stadium, Edimbourg | le 12 mai 2017 au Murrayfield Stadium, Edimbourg |
|  | CA Brive                                           | 20                                                      | Stade français Paris | 25 |                                             |                                             |  |  |                                                  |                                                  |
|  | le 31 mars 2017 au Murrayfield Stadium, Édimbourg  |                                                         | Stade français Paris | 25 |                                             |                                             |  |  |                                                  |                                                  |
|  |                                                    | Gloucester Rugby                                        | 17                   |    |                                             |                                             |  |  |                                                  |                                                  |
|  | Édimbourg Rugby                                    | Gloucester Rugby                                        | 17                   | 22 |                                             |                                             |  |  |                                                  |                                                  |
|  | Édimbourg Rugby                                    | le 22 avril 2017 au Stade Marcel Deflandre, La Rochelle |                      | 22 |                                             |                                             |  |  |                                                  |                                                  |
|  | Stade rochelais                                    | 32                                                      |                      |    |                                             |                                             |  |  |                                                  |                                                  |
|  | Stade rochelais                                    | 32                                                      | Stade rochelais      | 14 |                                             |                                             |  |  |                                                  |                                                  |
|  | le 1er avril 2017 au Kingsholm Stadium, Gloucester |                                                         | Stade rochelais      | 14 |                                             |                                             |  |  |                                                  |                                                  |
|  |                                                    | Gloucester Rugby                                        | 16                   |    |                                             |                                             |  |  |                                                  |                                                  |
|  | Gloucester Rugby                                   | Gloucester Rugby                                        | 16                   | 46 |                                             |                                             |  |  |                                                  |                                                  |
|  | Gloucester Rugby                                   |                                                         |                      | 46 |                                             |                                             |  |  |                                                  |                                                  |
|  | Cardiff Blues                                      | 26                                                      |                      |    |                                             |                                             |  |  |                                                  |                                                  |
|  | Cardiff Blues                                      | 26                                                      |                      |    |                                             |                                             |  |  |                                                  |                                                  |

### Quarts de finale
| 31 mars 2017 21 h 00 | Édimbourg Rugby | 22 - 32 (12 - 26) | Stade rochelais | Murrayfield Stadium, Édimbourg 5 489 spectateurs Arbitre : Luke Pearce |
| 31 mars 2017 21 h 00 | Essai(s) : 3 Burleigh (19e), Ford (39e), Watson (46e) Transformation(s) : 2 Tovey (20e), Hidalgo-Clyne (48e) Pénalité(s) : 1 Weir (65e) |                   | Essai(s) : 4 Maurouard (5e, 11e), Retière (24e), Barry (35e) Transformation(s) : 3 James (6e, 13e, 35e) Pénalité(s) : 2 James (69e, 79e) Carton(s) jaune(s) : 1 Kaulashvili (64e) | Murrayfield Stadium, Édimbourg 5 489 spectateurs Arbitre : Luke Pearce |
| 31 mars 2017 21 h 00 | |                   | | Murrayfield Stadium, Édimbourg 5 489 spectateurs Arbitre : Luke Pearce |

| 1er avril 2017 13 h 45 | Bath Rugby | 34 - 20 (20 - 6) | CA Brive | Recreation Ground, Bath 11 677 spectateurs Arbitre : Marius Mitrea |
| 1er avril 2017 13 h 45 | Essai(s) : 5 Faletau (21e, 43e), Homer (27e), Rokoduguni (31e, 75e) Transformation(s) : 3 Priestland (22e, 44e, 77e) Pénalité(s) : 1 Priestland (9e) |                  | Essai(s) : 2 Sanconnie (49e, 55e) Transformation(s) : 2 Germain (50e, 56e) Pénalité(s) : 2 Germain (14e, 19e) | Recreation Ground, Bath 11 677 spectateurs Arbitre : Marius Mitrea |
| 1er avril 2017 13 h 45 | |                  | | Recreation Ground, Bath 11 677 spectateurs Arbitre : Marius Mitrea |

| 1er avril 2017 21 h 05 | Gloucester Rugby | 46 - 26 (20 - 23) | Cardiff Blues | Kingsholm Stadium, Gloucester 11 206 spectateurs Arbitre : Pascal Gaüzère |
| 1er avril 2017 21 h 05 | Essai(s) : 6 Moriarty (10e), Marshall (25e, 58e), May (54e), Atkinson (65e), Purdy (78e) Transformation(s) : 5 Burns (10e), Twelvetrees (26e, 55e, 60e, 66e) Pénalité(s) : 2 Burns (17e), Twelvetrees (23e) Carton(s) jaune(s) : 1 Hohneck (33e) |                   | Essai(s) : 2 Cuthbert (4e, 34e) Transformation(s) : 2 Shingler (5e, 35e) Pénalité(s) : 3 Shingler (14e, 21e, 49e) Drop(s) : 1 Anscombe (39e) | Kingsholm Stadium, Gloucester 11 206 spectateurs Arbitre : Pascal Gaüzère |
| 1er avril 2017 21 h 05 | |                   | | Kingsholm Stadium, Gloucester 11 206 spectateurs Arbitre : Pascal Gaüzère |

| 2 avril 2017 18 h 45 | Ospreys | 21 - 25 (6 - 8) | Stade français Paris | Principality Stadium, Cardiff 12 127 spectateurs Arbitre : Matthew Carley |
| 2 avril 2017 18 h 45 | Essai(s) : 2 Matavesi (46e), Ardron (75e) Transformation(s) : 1 Biggar (76e) Pénalité(s) : 3 Biggar (12e, 32e, 52e) |                 | Essai(s) : 3 Zhvania (29e), Lakafia (53e), Arias (58e) Transformation(s) : 2 Plisson (54e, 59e) Pénalité(s) : 2 Plisson (27e, 43e) | Principality Stadium, Cardiff 12 127 spectateurs Arbitre : Matthew Carley |
| 2 avril 2017 18 h 45 | |                 | | Principality Stadium, Cardiff 12 127 spectateurs Arbitre : Matthew Carley |

### Demi-finales
| 22 avril 2017 21 h 00 | Stade rochelais                                                                                      | 14 - 16 (6 - 6) | Gloucester Rugby | Stade Marcel Deflandre, La Rochelle 15 000 spectateurs Arbitre : Andrew Brace |
| 22 avril 2017 21 h 00 | Essai(s) : 1 Lagrange (66e) Pénalité(s) : 3 James (24e, 40e+3, 62e) Carton(s) jaune(s) : 1 Qovu (7e) |                 | Essai(s) : 1 Burns (58e) Transformation(s) : 1 Burns (59e) Pénalité(s) : 3 Burns (8e, 17e, 55e) Carton(s) jaune(s) : 1 Savage (33e) | Stade Marcel Deflandre, La Rochelle 15 000 spectateurs Arbitre : Andrew Brace |
| 22 avril 2017 21 h 00 | |                 | | Stade Marcel Deflandre, La Rochelle 15 000 spectateurs Arbitre : Andrew Brace |

| 23 avril 2017 13 h 30 | Stade français Paris | 28 - 25 (11 - 6) | Bath Rugby | Stade Jean-Bouin, Paris 10 175 spectateurs Arbitre : John Lacey |
| 23 avril 2017 13 h 30 | Essai(s) : 3 Doumayrou (4e), Plisson (47e), Pyle (77e) Transformation(s) : 2 Plisson (48e, 78e) Pénalité(s) : 2 Plisson (4e, 16e) Drop(s) : 1 Plisson (79e) |                  | Essai(s) : 3 Rokoduguni (62e), Fruean (67e), Stooke (70e) Transformation(s) : 2 Ford (64e, 71e) Pénalité(s) : 2 Ford (9e, 33e) | Stade Jean-Bouin, Paris 10 175 spectateurs Arbitre : John Lacey |
| 23 avril 2017 13 h 30 | |                  | | Stade Jean-Bouin, Paris 10 175 spectateurs Arbitre : John Lacey |

### Finale
| 12 mai 2017 21 h 00 | Stade français Paris | 25 - 17 (10 - 10) | Gloucester Rugby | Murrayfield Stadium, Edimbourg 24 494 spectateurs Arbitre : John Lacey |
| 12 mai 2017 21 h 00 | Essai(s) : 3 S Parisse (32e), J Danty (57e), G Doumayrou (71e) Transformation(s) : 2 J Plisson (32e), M Steyn (72e) Pénalité(s) : 2 J Plisson (27e), M Steyn (75e) |                   | Essai(s) : 2 J May (14e), R Moriarty (79e) Transformation(s) : 2 B Burns (15e et 79e) Pénalité(s) : 1 B Burns (22e) Carton(s) jaune(s) : 1 W. Heinz (33e) | Murrayfield Stadium, Edimbourg 24 494 spectateurs Arbitre : John Lacey |
| 12 mai 2017 21 h 00 | |                   | | Murrayfield Stadium, Edimbourg 24 494 spectateurs Arbitre : John Lacey |

| Stade français Titulaires Hugo Bonneval 15 Waisea Nayacalevu 14 Geoffrey Doumayrou 13 Jonathan Danty 12 Djibril Camara 11 Jules Plisson 10 Will Genia 9 Sergio Parisse 8 Jono Ross 7 Antoine Burban 6 Hugh Pyle 5 Paul Gabrillagues 4 Rabah Slimani 3 Rémi Bonfils 2 Heinke van der Merwe 1 Remplaçants Laurent Panis 16 Zurab Zhvania 17 Paul Alo-Émile 18 Willem Alberts 19 Raphaël Lakafia 20 Julien Dupuy 21 Morné Steyn 22 Jérémy Sinzelle 23 Entraîneur Gonzalo Quesada |  |  |  | Gloucester Rugby Titulaires 15 Tom Marshall 14 Charlie Sharples 13 Matt Scott 12 Mark Atkinson 11 Jonny May 10 Billy Burns 9 Willi Heinz 8 Ben Morgan 7 Lewis Ludlow 6 Ross Moriarty 5 Jeremy Thrush 4 Tom Savage 3 John Afoa 2 Richard Hibbard 1 Josh Hohneck Remplaçants 16 Darren Dawidiuk 17 Yann Thomas 18 Paddy McAllister 19 Mariano Galarza 20 Freddie Clarke 21 Greig Laidlaw 22 Billy Twelvetrees 23 Henry Trinder Entraîneur David Humphreys |

## Statistiques

### Meilleurs réalisateurs
| Rang | Joueur            | Club                  | Essais | Transf. | Pén. | Drops | Points |
| ---- | ----------------- | --------------------- | ------ | ------- | ---- | ----- | ------ |
| 1    | Dan Biggar        | Ospreys               | 3      | 27      | 3    | 0     | 78     |
| 2    | Steve Schingler   | Cardiff Blues         | 0      | 11      | 16   | 0     | 70     |
| 3    | Brock James       | Stade rochelais       | 0      | 16      | 11   | 0     | 65     |
| 4    | Jules Plisson     | Stade français Paris  | 2      | 13      | 6    | 1     | 57     |
| 5    | Rhys Priestland   | Bath Rugby            | 1      | 5       | 12   | 0     | 51     |
| 6    | George Ford       | Bath Rugby            | 1      | 15      | 5    | 0     | 50     |
| 7    | Gaëtan Germain    | CA Brive              | 0      | 10      | 9    | 0     | 47     |
| 8    | Billy Burns       | Gloucester Rugby      | 1      | 10      | 6    | 0     | 43     |
| 9    | Duncan Weir       | Édimbourg Rugby       | 0      | 9       | 7    | 0     | 39     |
| -    | Angus O'Brien     | Newport Gwent Dragons | 0      | 12      | 4    | 1     | 39     |
| -    | Iouri Kouchnariov | Ienisseï-STM          | 0      | 9       | 7    | 0     | 39     |

### Meilleurs marqueurs
| Rang | Joueur            | Club          | Essais |
| ---- | ----------------- | ------------- | ------ |
| 1    | Keelan Giles      | Ospreys       | 7      |
| 2    | Paul Bonnefond    | Lyon OU       | 5      |
| -    | Takudzwa Ngwenya  | CA Brive      | 5      |
| -    | Semesa Rokoduguni | Bath Rugby    | 5      |
| -    | Tom Varndell      | Bristol Rugby | 5      |